# Tàn cuộc (cờ vua)

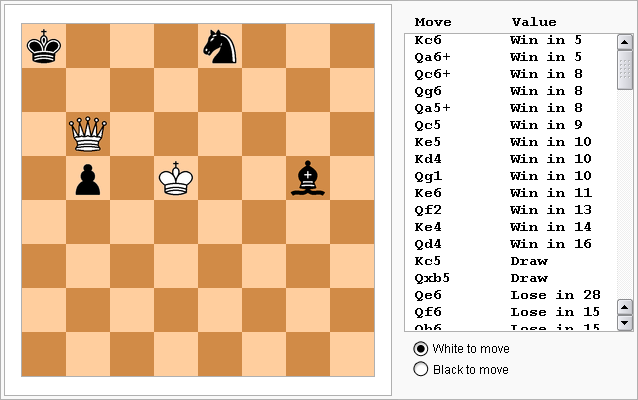
Một ván cờ trong giai đoạn tàn cuộc.

Trong cờ vua, giai đoạn tàn cuộc (đôi khi còn gọi là tàn cục) diễn ra khi số các quân cờ trên bàn không còn nhiều. Không có một tiêu chuẩn nhất định, tuy nhiên trong các thế cờ được xếp vào loại tàn cuộc thường mỗi bên chỉ có một quân nặng (Hậu hoặc Xe), hoặc là hai hay nhiều quân nhẹ (Mã hoặc Tượng). Cũng có những trường hợp việc đổi quân diễn ra nhanh chóng và mỗi bên chỉ còn lại Vua và Tốt.
Tên của tàn cuộc thường được gọi theo tên của quân cờ có giá trị cao nhất của mỗi bên (ngoài quân Vua). Chẳng hạn, tàn cuộc Xe là một loại tàn cuộc phổ biến. Mỗi bên có Xe và có thể có thêm một số Tốt. Một số trường hợp khác (ít xảy ra hơn), khi một bên giữ lại Tượng và hai Tốt chống Xe đối phương thì tàn cuộc được gọi là Xe chống Tượng.

## Đặc điểm
Một đặc điểm của giai đoạn tàn cuộc là vai trò tham gia tấn công của quân Vua được nâng cao. Vua có khả năng kết hợp với quân vây ép, chiếu hết vua đối phương, hoặc thâm nhập và phá vỡ mạch Tốt của đối phương. Với tác dụng tấn công này, Vua thường được lượng giá bằng ba quân Tốt.

## Giá trị
Tàn cuộc là giai đoạn quan trọng trong một ván cờ. Nhiều ván đấu quốc tế được phân định thắng bại trong tàn cuộc. Phần lớn trong số đó một người chơi đã có một chút ưu thế trong trung cuộc nhưng chỉ có thể được cụ thể hóa trong tàn cuộc.
Theo Capablanca, kì thủ muốn nâng cao trình độ trước hết cần tự nghiên cứu tàn cuộc, sau đó học khai cuộc và trung cuộc dựa trên quan hệ với tàn cuộc.